# Классическая эстетика
Классическая эстетика — условный термин, принятый для обозначения периода в истории эстетической мысли до конца 19 — начала 20 века, с которого начинается новая и неклассическая эстетика. В бытовом значении может употребляться с исключительно положительным смыслом в качестве характеристики какой-либо красивой, с точки зрения говорящего, вещи.
Одной из принципиальных характеристик классической эстетики является деление предметов на субъект и объект. Очень важно иметь в виду созерцаемым или созерцающим является что-либо. 

Субъект может испытывать эстетическое отношение к объекту, который в свою очередь вызывает эстетическую реакцию. Последняя ведёт к эстетической оценке. 

Одним из проявлений классической эстетической мысли является особое восприятие и отношение к искусству.
Оно понимается более привычным нам образом: искусство как то, что призвано доставить удовольствие (при этом, конечно же, оно должно быть сделано человеком). Противополагая этому в 20 веке (неклассическую эстетику) были развиты идеи об искусстве как о том, что само по себе наталкивает на размышление об искусстве, институциональная и нарративная теория искусства.

## Классическая эстетика в Античности
Хотя и эстетика как самостоятельная область начала развиваться с 18 века, а термин введён Баумгартеном, уже в Античности интересовались вопросами о прекрасном и эстетическими категориями.
В диалоге «Гиппий Большой» Платоном поднимается вопрос «что такое прекрасное?». В свойственной всем диалогам Платона манере, он сначала опровергает различные мнения и доводы в отношении прекрасного, а затем приходит к заключению, что прекрасное — это вечное, неизменное и абсолютное, вечный эйдос, то, что возможно познать только с помощью эроса.

Аристотель уже включает Эстетику в раздел о творческих науках в своей классификации. Также он первым стал интересоваться связью между наслаждением, удовольствием и эстетическим в целом.